# Anoplodactylus imswe
Anoplodactylus imswe är en havsspindelart som beskrevs av Child, C.A. 1982. Anoplodactylus imswe ingår i släktet Anoplodactylus och familjen Phoxichilidiidae. Inga underarter finns listade i Catalogue of Life.